# Коняхин, Иван Иванович
Ива́н Ива́нович Коня́хин (1921—1988) — полковник Советской Армии, участник Великой Отечественной войны, Герой Советского Союза (1945).

## Биография
Иван Коняхин родился 24 февраля 1921 года в деревне Куровское (ныне — Дзержинский район Калужской области). Окончил восемь классов средней школы № 7 (ныне школа-интернат № 1) г. Калуги. В 1938 году Коняхин был призван на службу в Рабоче-крестьянскую Красную Армию. В 1940 году он окончил Минское пехотное училище. С июня 1941 года — на фронтах Великой Отечественной войны. К январю 1945 года старший лейтенант Иван Коняхин был заместителем командира батальона 487-го стрелкового полка 143-й стрелковой дивизии 47-й армии 1-го Белорусского фронта. Отличился во время освобождения Польши.
В ночь с 14 на 15 января 1945 года Коняхин вместе со своим батальоном участвовал в прорыве сильно укреплённой вражеской обороны в районе населённого пункта Ольшевница к северо-западу от города Легьоново. Переправившись через Вислу, батальон Коняхина успешно захватил и удержал плацдарм на её западном берегу.
Указом Президиума Верховного Совета СССР от 27 февраля 1945 года старший лейтенант Иван Коняхин был удостоен высокого звания Героя Советского Союза с вручением ордена Ленина и медали «Золотая Звезда».
После окончания войны Коняхин продолжил службу в Советской Армии. В 1955 году он окончил военную академию имени Фрунзе. В 1977 году в звании полковника Коняхин был уволен в запас. Проживал и работал в городе Уральске Казахской ССР, умер 31 декабря 1988 года.
Был также награждён орденами Красного Знамени, Александра Невского, Отечественной войны 1-й и 2-й степеней, Красной Звезды, «За службу Родине в Вооружённых Силах СССР» 3-й степени, рядом медалей.